# Unterseeboot 678
L'Unterseeboot 678 ou U-678 est un sous-marin allemand (U-Boot) de type VIIC utilisé par la Kriegsmarine pendant la Seconde Guerre mondiale.
Le sous-marin fut commandé le 5 juin 1941 à Hambourg (Howaldtswerke Hamburg AG), sa quille fut posée le 3 septembre 1942, il fut lancé le 18 septembre 1943 et mis en service le 25 octobre 1943, sous le commandement de l'Oberleutnant zur See Guido Hyronimus.
L'U-678 n'endommagea ou ne coula aucun navire au cours de l'unique patrouille (32 jours en mer) qu'il effectua.
Il fut coulé par la Royal Navy et la Marine royale canadienne dans la Manche, en juillet 1944.

## Conception
Unterseeboot type VII, l'U-678 avait un déplacement de 769 tonnes en surface et 871 tonnes en plongée. Il avait une longueur totale de 67,10 m, un maître-bau de 6,20 m, une hauteur de 9,60 m et un tirant d'eau de 4,74 m. Le sous-marin était propulsé par deux hélices de 1,23 m, deux moteurs diesel Germaniawerft M6V 40/46 de 6 cylindres en ligne de 1400 cv à 470 tr/min, produisant un total de 2 060 à 2 350 kW en surface et de deux moteurs électriques Siemens-Schuckert GU 343/38-8 de 375 cv à 295 tr/min, produisant un total 550 kW, en plongée. Le sous-marin avait une vitesse en surface de 17,7 nœuds (32,8 km/h) et une vitesse de 7,6 nœuds (14,1 km/h) en plongée. Immergé, il avait un rayon d'action de 80 milles marins (150 km) à 4 nœuds (7,4 km/h; 4,6 milles par heure) et pouvait atteindre une profondeur de 230 m. En surface son rayon d'action était de 8 500 milles nautiques (soit 15 700 km) à 10 nœuds (19 km/h).
L'U-678 était équipé de cinq tubes lance-torpilles de 53,3 cm (quatre montés à l'avant et un à l'arrière) qui contenait quatorze torpilles. Il était équipé d'un canon de 8,8 cm SK C/35 (220 coups) et d'un canon antiaérien de 20 mm Flak. Il pouvait transporter 26 mines TMA ou 39 mines TMB. Son équipage comprenait 4 officiers et 40 à 56 sous-mariniers.

## Historique
Il reçut sa formation de base au sein de la 5. Unterseebootsflottille jusqu'au 31 mai 1944, puis intégra sa formation de combat dans la 7. Unterseebootsflottille.
Sa première patrouille est précédée par un court trajet de Kiel à Marviken. Elle commence réellement le 8 juin 1944 au départ de Marviken. 
L'U-678 est un des quatre U-Boote équipés d'un schnorchel prévus pour patrouiller dans la Manche. Le 17 juin 1944, le BdU les déroute pour les envoyer dans la zone ouest des îles britanniques, vers la zone des débarquements alliés. Toutefois, l'ordre est annulé et l'U-678 atteint sa zone d'opération prévue au départ. Dans la nuit du 5 au 6 juillet 1944, il est repéré lorsqu'il attaque un convoi près de Beachy Head. Il est coulé par des charges de profondeur, au sud-sud-ouest de Brighton à la position 50° 32′ N, 0° 23′ O, par les destroyers canadiens HMS Decoy, HMS Griffin et la corvette britannique HMS Statice.
Les 52 membres d'équipage décédèrent dans cette attaque.

## Affectations
- 5. Unterseebootsflottille du 25 octobre 1943 au 31 mai 1944 (Période de formation).
- 7. Unterseebootsflottille du 1er juin 1944 au 6 juillet 1944 (Unité combattante).

## Commandement
- Oberleutnant zur See Guido Hyronimus du 25 octobre 1943 au 6 juillet 1944.

## Patrouille
|       | Commandant            | Départ      | Départ   | Arrivée        | Arrivée  | Jours    | Succès |
| ----- | --------------------- | ----------- | -------- | -------------- | -------- | -------- | ------ |
|       | Oblt. Guido Hyronimus | 27 mai 1944 | Kiel     | 29 mai 1944    | Marviken | 3 jours  |        |
| 1     | Oblt. Guido Hyronimus | 8 juin 1944 | Marviken | 6 juillet 1944 | Coulé    | 29 jours |        |
| Total | Total                 | Total       | Total    | Total          | Total    | 32 jours | 0 t    |

Notes : Oblt. = Oberleutnant zur See